# Bolitoglossa centenorum
Espèce
Bolitoglossa centenorum est une espèce d'urodèles de la famille des Plethodontidae.

## Répartition
Cette espèce est endémique du département de Huehuetenango au Guatemala. Elle se rencontre à San Mateo Ixtatán vers 3 250 m d'altitude sur le Cerro Bobic dans la Sierra de los Cuchumatanes.

## Description
Les 4 spécimens observés lors de la description originale mesurent en moyenne 91,81 mm dont 42,78 mm pour la queue.

## Étymologie
Cette espèce est nommée en référence à la famille guatémaltèque des Centeno, et notamment le père, Héctor A. Centeno, et le fils, Marco Vinicio Centeno.

## Publication originale
- Campbell, Smith, Streicher, Acevedo & Brodie, 2010 : New salamanders (Caudata: Plethodontidae) from Guatemala, with miscellaneous notes on known species. Miscellaneous Publications, Museum of Zoology University of Michigan, no 200, p. 1-66.